# Adiaphora
Adiaphoron (pluriel: adiaphora du grec ancien ἀδιάφορα, « les choses indifférentes ») est un concept stoïcien utilisé pour indiquer les choses neutres moralement, c'est-à-dire les choses qui ne sont ni prescrites ni interdites. Le concept a été réinvesti par le christianisme.
Les stoïciens distinguaient les objets recherchés par les hommes en trois classes: la vertu, la sagesse, la justice et la tempérance étaient considérés comme des biens; leurs contraires des maux. La troisième classe incluait la richesse, la célébrité, etc., biens qui en eux-mêmes ne possédaient aucune valeur morale, positive ou négative: ils étaient appelés adiaphora . Toutefois, si ces biens étaient moralement neutres, les actions qui s'y rapportaient ne l'étaient pas (voir Kathekon).
"Zénon, (...) tout ce qui touchait à la vie heureuse, il le ramena à la seule vertu. Il ne compta rien d'autre au nombre des biens, et appela 'beau' [kalon en grec] le simple, l'unique, le seul bien. Quant aux autres choses, disait-il, bien qu'elles ne fussent ni bonnes ni mauvaises, certaines étaient conformes, d'autres contraires à la nature. Il en comptait d'autres encore, placées entre ces deux classes et 'intermédiaires'. Il enseignait que les choses conformes à la nature étaient acceptables et méritaient une certaine estime ; pour celles qui allaient contre la nature, c'était tout le contraire. Celles qui n'appartenaient à aucune de ces deux classes, il les laissait parmi les choses intermédiaires ; à ces dernières, il n'accordait absolument aucune valeur [axia en grec]. Mais, parmi les choses acceptables, les unes méritaient plus d'estime [vie, richesse, plaisir], les autres moins [mort, pauvreté, douleur]. Les premières, il les appelait 'préférées' [proêgmena en grec], les autres 'rejetées' [apoproêgmena en grec]." (Cicéron, Les académiques, I, X, § 35-36).

## Christianisme
Un adiaphoron est une croyance ou une pratique considérée comme neutre ou sans importance. 